# Івон Рімер
Івон Рімер (фр. Yvon Riemer; нар. 5 жовтня 1970, Страсбург, Нижній Рейн, Ельзас) — французький борець греко-римського стилю, чемпіон, срібний та дворазовий бронзовий призер чемпіонатів світу, срібний та бронзовий призер чемпіонатів Європи, бронзовий призер, разовий срібний та разовий бронзовий призер Кубку світу, учасник двох Олімпійських ігор.

## Життєпис
Боротьбою почав займатися з 1980 року. У 1986 році став чемпіоном Європи серед кадетів як у греко-римській, так і у вільній боротьбі. У 1987 році повторив цей успіх у змаганнях з греко-римської боротьби серед юніорів. У 1989 році став чемпіоном світу серед молоді у греко-римській боротьбі.
Виступав за борцівський клуб «Олімпія» Шильтігайм. Тренер — Жан-П'єр Рімер — з 1985.

## Спортивні результати на міжнародних змаганнях

### Виступи на Олімпіадах
| Змагання                    | Збірна  | Вагова категорія                 | Місце |
| --------------------------- | ------- | -------------------------------- | ----- |
| Літні Олімпійські ігри 1992 | Франція | греко-римська боротьба, до 74 кг | 5     |
| Літні Олімпійські ігри 2000 | Франція | греко-римська боротьба, до 76 кг | 15    |

### Виступи на Чемпіонатах світу
| Змагання                        | Збірна  | Вагова категорія                 | Місце  |
| ------------------------------- | ------- | -------------------------------- | ------ |
| Чемпіонат світу з боротьби 1991 | Франція | греко-римська боротьба, до 74 кг | Бронза |
| Чемпіонат світу з боротьби 1993 | Франція | греко-римська боротьба, до 74 кг | Бронза |
| Чемпіонат світу з боротьби 1994 | Франція | греко-римська боротьба, до 74 кг | 16     |
| Чемпіонат світу з боротьби 1995 | Франція | греко-римська боротьба, до 74 кг | Золото |
| Чемпіонат світу з боротьби 1997 | Франція | греко-римська боротьба, до 76 кг | 4      |
| Чемпіонат світу з боротьби 1998 | Франція | греко-римська боротьба, до 76 кг | 27     |
| Чемпіонат світу з боротьби 1999 | Франція | греко-римська боротьба, до 76 кг | Срібло |
| Чемпіонат світу з боротьби 2001 | Франція | греко-римська боротьба, до 76 кг | 23     |

### Виступи на Чемпіонатах Європи
| Змагання                         | Збірна  | Вагова категорія                 | Місце  |
| -------------------------------- | ------- | -------------------------------- | ------ |
| Чемпіонат Європи з боротьби 1991 | Франція | греко-римська боротьба, до 74 кг | 5      |
| Чемпіонат Європи з боротьби 1992 | Франція | греко-римська боротьба, до 74 кг | Срібло |
| Чемпіонат Європи з боротьби 1994 | Франція | греко-римська боротьба, до 74 кг | 12     |
| Чемпіонат Європи з боротьби 1996 | Франція | греко-римська боротьба, до 74 кг | 7      |
| Чемпіонат Європи з боротьби 1997 | Франція | греко-римська боротьба, до 76 кг | Бронза |
| Чемпіонат Європи з боротьби 1998 | Франція | греко-римська боротьба, до 76 кг | 4      |
| Чемпіонат Європи з боротьби 2000 | Франція | греко-римська боротьба, до 76 кг | 11     |
| Чемпіонат Європи з боротьби 2001 | Франція | греко-римська боротьба, до 76 кг | 7      |

### Виступи на Кубках світу
| Змагання                    | Збірна  | Вагова категорія                 | Місце  |
| --------------------------- | ------- | -------------------------------- | ------ |
| Кубок світу з боротьби 2001 | Франція | греко-римська боротьба, до 76 кг | Бронза |

### Виступи на інших змаганнях
| Змагання                           | Збірна  | Вагова категорія                 | Місце  |
| ---------------------------------- | ------- | -------------------------------- | ------ |
| Золотий Гран-прі з боротьби 1990   | Франція | греко-римська боротьба, до 74 кг | Бронза |
| Гран-прі Німеччини з боротьби 1990 | Франція | греко-римська боротьба, до 74 кг | Бронза |
| Середземноморські ігри 1991        | Франція | греко-римська боротьба, до 74 кг | Золото |
| Золотий Гран-прі з боротьби 1992   | Франція | греко-римська боротьба, до 74 кг | Срібло |
| Гран-прі Німеччини з боротьби 1992 | Франція | греко-римська боротьба, до 74 кг | Срібло |
| Гран-прі Німеччини з боротьби 1994 | Франція | греко-римська боротьба, до 74 кг | Срібло |
| Гран-прі Німеччини з боротьби 1995 | Франція | греко-римська боротьба, до 74 кг | Золото |
| Середземноморські ігри 1997        | Франція | греко-римська боротьба, до 76 кг | Золото |
| Середземноморські ігри 2001        | Франція | греко-римська боротьба, до 76 кг | 7      |

### Виступи на змаганнях молодших вікових груп
| Змагання                                          | Збірна  | Вагова категорія                 | Місце  |
| ------------------------------------------------- | ------- | -------------------------------- | ------ |
| Світовий борцівський фестиваль серед кадетів 1985 | Франція | греко-римська боротьба, до 59 кг | Срібло |
| Чемпіонат Європи з боротьби серед кадетів 1986    | Франція | греко-римська боротьба, до 68 кг | Золото |
| Чемпіонат Європи з боротьби серед кадетів 1986    | Франція | вільна боротьба, до 68 кг        | Золото |
| Чемпіонат Європи з боротьби серед юніорів 1987    | Франція | греко-римська боротьба, до 74 кг | Золото |
| Чемпіонат світу з боротьби серед юніорів 1988     | Франція | греко-римська боротьба, до 74 кг | 6      |
| Чемпіонат світу з боротьби серед молоді 1989      | Франція | греко-римська боротьба, до 74 кг | Золото |